# Telkkämäki
Telkkämäki este o arie protejată (arie specială de conservare — SAC, sit de importanță comunitară — SCI) din Finlanda întinsă pe o suprafață de 103 ha, integral pe uscat.

## Localizare
Centrul sitului Telkkämäki este situat la coordonatele 63°02′16″N 28°28′46″E / 63.0378°N 28.4794°E.

## Înființare
Situl Telkkämäki a fost declarat sit de importanță comunitară în august 1998 pentru a proteja 2 specii de animale. Situl a fost protejat și ca arie specială de conservare în aprilie 2015.

## Biodiversitate
Situată în ecoregiunea boreală, aria protejată conține 5 habitate naturale: Cursuri de apă de la nivel de câmpie la nivel montan, cu vegetație Ranunculion fluitantis și Callitricho-Batrachion, Izvoare fino-scandinave și mlaștini produse de izvoare bogate în minerale, Păduri fino-scandinave bogate în ierburi cu Picea abies, Pășuni din zone de pădure fino-scandinave, Mlaștini împădurite.
La baza desemnării sitului se află mai multe specii protejate:
- mamifere (1): veveriță zburătoare siberiană (Pteromys volans)
- nevertebrate (1): Oxyporus mannerheimii

Pe lângă speciile protejate, pe teritoriul sitului au mai fost identificate 5 specii de plante, 5 specii de păsări.